# Morin-Umlagerung
Die Morin-Umlagerung, auch Morin-Reaktion oder Morin-Penicillin-Umlagerung genannt, ist eine Namensreaktion in der organischen Chemie. Die Reaktion ist nach dem Chemiker Robert B. Morin benannt, welcher 1963 erstmals über die Reaktion berichtete.

## Übersichtsreaktion
Bei der Morin-Umlagerung wird ein Penicillinsulfoxid oder Hetacillinsulfoxid säurekatalysiert zu einem Cephalosporin umgewandelt.
Als Säure wird häufig p-Toluolsulfonsäure (p-TsOH) verwendet.

## Reaktionsmechanismus
Nachfolgend wird ein möglicher Reaktionsmechanismus für die Morin-Umlagerung dargestellt:
Zunächst wird das Penicillinsulfoxid 1 durch die Säure aktiviert. Anschließend bildet sich unter Ringöffnung die Sulfensäure 2, welche als Zwischenprodukt isoliert werden kann. Die Sulfensäure 2 wird anschließend protoniert. Die Verbindung recyclisiert im nächsten Schritt unter Wasserabspaltung. Im letzten Reaktionsschritt wird das Cephalosporin 3 durch Deprotonierung gebildet.

## Anwendung
Cephalosporine finden als β-Lactam-Antibiotika in der Medizin Verwendung.